# Đội tuyển bóng đá quốc gia Quần đảo Solomon
Đội tuyển bóng đá quốc gia Quần đảo Solomon (tiếng Anh: Solomon Islands national football team) là đội tuyển bóng đá nam đại diện cho Quần đảo Solomon, do Liên đoàn Bóng đá Quần đảo Solomon quản lý. Đội tuyển quốc gia Quần đảo Solomon được thành lập vào năm 1978 và được FIFA chính thức công nhận sau đó một thập kỷ, vào năm 1988.

## Lịch sử
Tại vòng loại World Cup và Cúp bóng đá châu Đại Dương năm 2004, đội tuyển đã hòa 2-2 trước Úc và giành quyền vào lượt về. Tuy nhiên, ở hai trận lượt về, đội tuyển Quần đảo Solomon bị Úc đánh bại với tỷ số lần lượt 5-1 và 6-0, qua đó Úc giành quyền tham dự Cúp Liên đoàn các châu lục 2005.
Quần đảo Solomon có cơ hội tái đấu với Socceroos trong hai trận vào tháng 9 năm 2005, với đội thắng sẽ tiếp tục đối đầu với đội đứng thứ năm ở Nam Mỹ (CONMEBOL) để tranh vé dự FIFA World Cup 2006. Tuy nhiên, họ bị Úc đánh bại với tỷ số 7-0 ở trận lượt đi và 2-1 ở lượt về trên sân nhà.
Đội tuyển Quần đảo Solomon bị loại khỏi vòng loại FIFA World Cup 2010 dù khởi đầu thuận lợi với chiến thắng ở tất cả các trận trong vòng bảng và tiến vào vòng knock-out. Tuy nhiên, các thất bại trước New Caledonia và Vanuatu đã khiến họ phải dừng bước.
Năm 2012, Quần đảo Solomon đăng cai tổ chức Cúp bóng đá châu Đại Dương 2012, đồng thời đây cũng là vòng hai vòng loại World Cup 2014. Đội tuyển kết thúc ở vị trí thứ tư sau khi vượt qua vòng bảng với các trận thắng trước Papua New Guinea và hòa trước Fiji cùng New Zealand. Để thua nhà vô địch Tahiti ở bán kết với bàn thắng duy nhất của Jonathan Tehau. Sau đó, đội tiếp tục thua New Zealand trong trận tranh hạng ba. Ở vòng loại World Cup vòng ba, đội đứng cuối bảng với chỉ một chiến thắng trước Tahiti.
Sau khi lần đầu nhận trách nhiệm dẫn dắt đội tuyển vào năm 2017, huấn luyện viên người Tây Ban Nha Felipe Vega-Arango được bổ nhiệm cho nhiệm kỳ thứ hai vào tháng 6 năm 2021. Năm 2019, đội tuyển có chuyến tập huấn kéo dài ba tuần tại Hà Lan. Tháng 6 năm 2023, Quần đảo Solomon thi đấu các trận giao hữu với các quốc gia Đông Nam Á như Singapore và Malaysia. Đội đã giành chức vô địch Cúp Thủ tướng MSG 2023 sau các chiến thắng trước Papua New Guinea (3-1), Vanuatu (1-0) và New Caledonia (1-0). Cầu thủ Raphael Lea'i đã giành danh hiệu vua phá lưới của giải với 4 bàn thắng.

## Danh hiệu
- Vô địch châu Đại Dương: 0

Á quân: 2004
Hạng ba: 1996; 2000
- Bóng đá nam tại Pacific Games:

 1991; 1995; 2011
 1975; 1979

## Thành tích tại giải vô địch thế giới
| Vòng chung kết | Vòng chung kết               | Vòng chung kết             | Vòng chung kết             | Vòng chung kết             | Vòng chung kết             | Vòng chung kết             | Vòng chung kết             | Vòng chung kết             |                            | Vòng loại                  | Vòng loại                  | Vòng loại                  | Vòng loại                  | Vòng loại                  | Vòng loại                  | Vòng loại |
| Năm            | Chủ nhà                      | Kết quả                    | ST                         | T                          | H                          | B                          | BT                         | BB                         | Hạng                       | ST                         | T                          | H                          | B                          | BT                         | BB                         |           |
| -------------- | ---------------------------- | -------------------------- | -------------------------- | -------------------------- | -------------------------- | -------------------------- | -------------------------- | -------------------------- | -------------------------- | -------------------------- | -------------------------- | -------------------------- | -------------------------- | -------------------------- | -------------------------- | --------- |
| 1930 đến 1986  | 1930 đến 1986                | Không phải thành viên FIFA | Không phải thành viên FIFA | Không phải thành viên FIFA | Không phải thành viên FIFA | Không phải thành viên FIFA | Không phải thành viên FIFA | Không phải thành viên FIFA | Không phải thành viên FIFA | Không phải thành viên FIFA | Không phải thành viên FIFA | Không phải thành viên FIFA | Không phải thành viên FIFA | Không phải thành viên FIFA | Không phải thành viên FIFA |           |
| 1990           | Ý                            | Không tham gia             | Không tham gia             | Không tham gia             | Không tham gia             | Không tham gia             | Không tham gia             | Không tham gia             | Không tham gia             | Không tham gia             | Không tham gia             | Không tham gia             | Không tham gia             | Không tham gia             | Không tham gia             |           |
| 1994           | Hoa Kỳ                       | Không vượt qua vòng loại   | Không vượt qua vòng loại   | Không vượt qua vòng loại   | Không vượt qua vòng loại   | Không vượt qua vòng loại   | Không vượt qua vòng loại   | Không vượt qua vòng loại   | Vòng 1                     | 4                          | 0                          | 1                          | 3                          | 5                          | 13                         |           |
| 1998           | Pháp                         | Không vượt qua vòng loại   | Không vượt qua vòng loại   | Không vượt qua vòng loại   | Không vượt qua vòng loại   | Không vượt qua vòng loại   | Không vượt qua vòng loại   | Không vượt qua vòng loại   | Vòng 2                     | 8                          | 3                          | 3                          | 2                          | 22                         | 23                         |           |
| 2002           | Hàn Quốc Nhật Bản            | Không vượt qua vòng loại   | Không vượt qua vòng loại   | Không vượt qua vòng loại   | Không vượt qua vòng loại   | Không vượt qua vòng loại   | Không vượt qua vòng loại   | Không vượt qua vòng loại   | Vòng 1                     | 4                          | 2                          | 0                          | 2                          | 17                         | 10                         |           |
| 2006           | Đức                          | Không vượt qua vòng loại   | Không vượt qua vòng loại   | Không vượt qua vòng loại   | Không vượt qua vòng loại   | Không vượt qua vòng loại   | Không vượt qua vòng loại   | Không vượt qua vòng loại   | 2                          | 11                         | 6                          | 2                          | 3                          | 24                         | 16                         |           |
| 2010           | Nam Phi                      | Không vượt qua vòng loại   | Không vượt qua vòng loại   | Không vượt qua vòng loại   | Không vượt qua vòng loại   | Không vượt qua vòng loại   | Không vượt qua vòng loại   | Không vượt qua vòng loại   | Bán kết                    | 6                          | 4                          | 0                          | 2                          | 23                         | 6                          |           |
| 2014           | Brasil                       | Không vượt qua vòng loại   | Không vượt qua vòng loại   | Không vượt qua vòng loại   | Không vượt qua vòng loại   | Không vượt qua vòng loại   | Không vượt qua vòng loại   | Không vượt qua vòng loại   | 4                          | 9                          | 2                          | 2                          | 5                          | 7                          | 22                         |           |
| 2018           | Nga                          | Không vượt qua vòng loại   | Không vượt qua vòng loại   | Không vượt qua vòng loại   | Không vượt qua vòng loại   | Không vượt qua vòng loại   | Không vượt qua vòng loại   | Không vượt qua vòng loại   | 2                          | 9                          | 4                          | 1                          | 4                          | 10                         | 16                         |           |
| 2022           | Qatar                        | Không vượt qua vòng loại   | Không vượt qua vòng loại   | Không vượt qua vòng loại   | Không vượt qua vòng loại   | Không vượt qua vòng loại   | Không vượt qua vòng loại   | Không vượt qua vòng loại   | 2                          | 3                          | 2                          | 0                          | 1                          | 6                          | 8                          |           |
| 2026           | Canada Mexico Hoa Kỳ         | Không vượt qua vòng loại   | Không vượt qua vòng loại   | Không vượt qua vòng loại   | Không vượt qua vòng loại   | Không vượt qua vòng loại   | Không vượt qua vòng loại   | Không vượt qua vòng loại   | Vòng 2                     | 3                          | 1                          | 0                          | 2                          | 4                          | 5                          |           |
| 2030           | Maroc Bồ Đào Nha Tây Ban Nha | Chưa xác định              | Chưa xác định              | Chưa xác định              | Chưa xác định              | Chưa xác định              | Chưa xác định              | Chưa xác định              | Chưa xác định              | Chưa xác định              | Chưa xác định              | Chưa xác định              | Chưa xác định              | Chưa xác định              | Chưa xác định              |           |
| 2034           | Ả Rập Xê Út                  | Chưa xác định              | Chưa xác định              | Chưa xác định              | Chưa xác định              | Chưa xác định              | Chưa xác định              | Chưa xác định              | Chưa xác định              | Chưa xác định              | Chưa xác định              | Chưa xác định              | Chưa xác định              | Chưa xác định              | Chưa xác định              |           |
| Tổng           | Tổng                         | –                          | –                          | –                          | –                          | –                          | –                          | –                          | 0/9                        | 60                         | 24                         | 9                          | 27                         | 122                        | 126                        |           |

## Cúp bóng đá châu Đại Dương
| Cúp bóng đá châu Đại Dương | Cúp bóng đá châu Đại Dương | Cúp bóng đá châu Đại Dương | Cúp bóng đá châu Đại Dương | Cúp bóng đá châu Đại Dương | Cúp bóng đá châu Đại Dương | Cúp bóng đá châu Đại Dương | Cúp bóng đá châu Đại Dương | Cúp bóng đá châu Đại Dương |
| Năm                        | Vòng                       | Hạng                       | Pld                        | W                          | D                          | L                          | GF                         | GA                         |
| -------------------------- | -------------------------- | -------------------------- | -------------------------- | -------------------------- | -------------------------- | -------------------------- | -------------------------- | -------------------------- |
| 1973                       | Không tham dự              | Không tham dự              | Không tham dự              | Không tham dự              | Không tham dự              | Không tham dự              | Không tham dự              | Không tham dự              |
| 1980                       | Vòng bảng                  | 8th                        | 3                          | 0                          | 0                          | 3                          | 3                          | 21                         |
| 1996                       | Hạng 3                     | 3rd                        | 2                          | 0                          | 0                          | 2                          | 1                          | 3                          |
| 1998                       | Không vượt qua vòng loại   | Không vượt qua vòng loại   | Không vượt qua vòng loại   | Không vượt qua vòng loại   | Không vượt qua vòng loại   | Không vượt qua vòng loại   | Không vượt qua vòng loại   | Không vượt qua vòng loại   |
| 2000                       | Hạng 3                     | 3rd                        | 4                          | 2                          | 0                          | 2                          | 7                          | 10                         |
| 2002                       | Vòng bảng                  | 6th                        | 3                          | 0                          | 1                          | 2                          | 3                          | 9                          |
| 2004                       | Á quân                     | 2nd                        | 7                          | 3                          | 1                          | 3                          | 10                         | 17                         |
| 2008                       | Không vượt qua vòng loại   | Không vượt qua vòng loại   | Không vượt qua vòng loại   | Không vượt qua vòng loại   | Không vượt qua vòng loại   | Không vượt qua vòng loại   | Không vượt qua vòng loại   | Không vượt qua vòng loại   |
| 2012                       | Bán kết                    | 4th                        | 5                          | 1                          | 2                          | 2                          | 5                          | 6                          |
| 2016                       | Hạng 4                     | 4th                        | 4                          | 1                          | 0                          | 3                          | 2                          | 4                          |
| 2024                       | Vòng bảng                  | 6th                        | 2                          | 0                          | 0                          | 2                          | 0                          | 4                          |
| Tổng cộng                  | 1 lần A quân               | 8/11                       | 30                         | 7                          | 4                          | 19                         | 31                         | 74                         |

## Đại hội Thể thao Nam Thái Bình Dương
| Năm       | Vòng          | Hạng          | Pld           | W             | D             | L             | GF            | GA            |
| --------- | ------------- | ------------- | ------------- | ------------- | ------------- | ------------- | ------------- | ------------- |
| 1963      | Hạng 4        | 4th           | 3             | 1             | 0             | 2             | 6             | 26            |
| 1966      | Vòng 1        | 6th           | 2             | 0             | 1             | 1             | 4             | 12            |
| 1969      | Hạng 6        | 6th           | 5             | 0             | 1             | 4             | 8             | 19            |
| 1971      | Không tham dự | Không tham dự | Không tham dự | Không tham dự | Không tham dự | Không tham dự | Không tham dự | Không tham dự |
| 1975      | Hạng 3        | 3rd           | 4             | 2             | 1             | 1             | 9             | 8             |
| 1979      | Hạng 3        | 3rd           | 5             | 4             | 0             | 1             | 24            | 5             |
| 1983      | Vòng 1        | 10th          | 3             | 1             | 0             | 2             | 0             | 11            |
| 1987      | Không tham dự | Không tham dự | Không tham dự | Không tham dự | Không tham dự | Không tham dự | Không tham dự | Không tham dự |
| 1991      | Á quân        | 2nd           | 5             | 4             | 1             | 0             | 12            | 3             |
| 1995      | Á quân        | 2nd           | 6             | 4             | 0             | 2             | 34            | 10            |
| 2003      | Vòng 1        | 5th           | 4             | 2             | 1             | 1             | 14            | 4             |
| 2007      | Hạng 4        | 4th           | 6             | 4             | 0             | 2             | 23            | 6             |
| 2011      | Á quân        | 2nd           | 7             | 5             | 0             | 2             | 21            | 6             |
| 2015      | Không tham dự | Không tham dự | Không tham dự | Không tham dự | Không tham dự | Không tham dự | Không tham dự | Không tham dự |
| 2019      | Vòng 1        | 7th           | 5             | 2             | 1             | 2             | 30            | 9             |
| Tổng cộng | 3 lần á quân  | 12/15         | 55            | 29            | 6             | 20            | 185           | 119           |

## Đội hình
Các cầu thủ sau đã được triệu tập cho trận vòng loại FIFA World Cup 2026 gặp đội tuyển Fiji vào ngày 10 tháng 10 năm 2024.
Số lần ra sân và bàn thắng được cập nhật đến ngày 10 tháng 10 năm 2024, sau trận đấu với Fiji.
| Số | VT | Cầu thủ          | Ngày sinh (tuổi)  | Trận | Bàn | Câu lạc bộ             |
| -- | -- | ---------------- | ----------------- | ---- | --- | ---------------------- |
|    | TM | Philip Mango     | 28 tháng 8, 1995  | 45   | 0   | Central Coast          |
|    | TM | Michael Laulae   | 20 tháng 5, 2002  | 4    | 0   | Henderson Eels         |
|    | TM | Harold Nauania   | 10 tháng 10, 1997 | 2    | 0   | Real Kakamora          |
|    |    |                  |                   |      |     |                        |
|    | HV | Javin Wae        | 17 tháng 11, 2002 | 20   | 0   | Campbelltown City      |
|    | HV | Leon Kofana      | 22 tháng 6, 2002  | 21   | 0   | Rewa                   |
|    | HV | David Supa       | 21 tháng 12, 2000 | 14   | 0   | Central Coast          |
|    | HV | Calvin Ohasio    | 5 tháng 4, 2000   | 12   | 0   | Central Coast          |
|    | HV | Junior David     | 22 tháng 9, 2001  | 10   | 0   | Central Coast          |
|    | HV | Alick Stanton    | 25 tháng 5, 1998  | 9    | 0   | Central Coast          |
|    |    |                  |                   |      |     |                        |
|    | TV | Atkin Kaua       | 4 tháng 4, 1996   | 40   | 5   | Laugu United           |
|    | TV | William Komasi   | 10 tháng 6, 2000  | 21   | 1   | Adelaide Omonia Cobras |
|    | TV | Don Keana        | 9 tháng 9, 2000   | 6    | 0   | Waneagu United         |
|    | TV | Carlos Liomasia  | 17 tháng 9, 1994  | 2    | 0   | Tailevu                |
|    | TV | Ben Fox          | 6 tháng 7, 2001   | 1    | 0   | Marist                 |
|    | TV | Jared Rongosulia | 6 tháng 11, 1995  | 0    | 0   | Navua                  |
|    | TV | Paul Francis     | 5 tháng 9, 2004   | 0    | 0   | Real Kakamora          |
|    |    |                  |                   |      |     |                        |
|    | TĐ | Micah Lea'alafa  | 1 tháng 6, 1991   | 28   | 8   | Vipers FC              |
|    | TĐ | Alvin Hou        | 18 tháng 9, 1996  | 25   | 7   | Solomon Warriors       |
|    | TĐ | Raphael Lea'i    | 9 tháng 9, 2003   | 22   | 11  | Wollongong Wolves      |
|    | TĐ | Bobby Leslie     | 3 tháng 3, 2000   | 12   | 2   | Central Coast          |
|    | TĐ | Mohammad Mekawir | 27 tháng 7, 2000  | 7    | 0   | Navua                  |

## Thành tích đối đầu
Tính đến 21 December 2024
| Đội                      | ST  | T  | H  | B  | BT  | BB  | HS  | %T     |
| ------------------------ | --- | -- | -- | -- | --- | --- | --- | ------ |
| Samoa thuộc Mỹ           | 4   | 4  | 0  | 0  | 40  | 1   | +39 | 100,00 |
| Úc                       | 10  | 0  | 1  | 9  | 8   | 55  | −47 | 0,00   |
| Đài Bắc Trung Hoa        | 1   | 1  | 0  | 0  | 1   | 0   | +1  | 100,00 |
| Quần đảo Cook            | 5   | 5  | 0  | 0  | 37  | 2   | +35 | 100,00 |
| Fiji                     | 44  | 8  | 16 | 20 | 47  | 79  | −32 | 18,18  |
| Guam                     | 3   | 3  | 0  | 0  | 24  | 2   | +22 | 100,00 |
| Hồng Kông                | 1   | 0  | 0  | 1  | 0   | 3   | −3  | 0,00   |
| Kiribati                 | 1   | 1  | 0  | 0  | 7   | 0   | +7  | 100,00 |
| Ma Cao                   | 1   | 1  | 0  | 0  | 4   | 1   | +3  | 100,00 |
| Malaysia                 | 1   | 0  | 0  | 1  | 1   | 4   | −3  | 0,00   |
| Nouvelle-Calédonie       | 29  | 11 | 3  | 15 | 35  | 58  | −23 | 37,93  |
| New Zealand              | 14  | 0  | 2  | 12 | 11  | 52  | −41 | 0,00   |
| Papua New Guinea         | 25  | 15 | 4  | 6  | 44  | 33  | +11 | 60,00  |
| Samoa                    | 4   | 4  | 0  | 0  | 21  | 0   | +21 | 100,00 |
| Singapore                | 2   | 0  | 1  | 1  | 4   | 5   | −1  | 0,00   |
| Tahiti                   | 24  | 5  | 3  | 16 | 26  | 76  | −50 | 20,83  |
| Tonga                    | 5   | 5  | 0  | 0  | 31  | 0   | +31 | 100,00 |
| Tuvalu                   | 4   | 4  | 0  | 0  | 29  | 1   | +28 | 100,00 |
| Vanuatu                  | 36  | 23 | 7  | 6  | 81  | 38  | +43 | 63,89  |
| Bản mẫu:Country data WAF | 0   | 0  | 0  | 0  | 0   | 0   | 0   | —      |
| Tổng số                  | 214 | 90 | 37 | 87 | 451 | 410 | +41 | 42,06  |

1. ↑  Bao gồm kết quả của Tây Samoa.
2. ↑  Bao gồm kết quả của Tân Hebrides.